# تمرد خوست (1856–1857)
كان تمرد خوست تمردًا ضد الضرائب بدأ في أوائل عام 1856 في إمارة أفغانستان. وبعد أن واجه التمرد مقاومة طفيفة في فبراير 1856، حاصر رجال القبائل المتمردين من خوستوال وزيري قلعة خوست في مارس. ومع فشل مفاوضات السلام في يوليو وأغسطس، لم ينته التمرد حتى أوائل عام 1857.
تمرد خوست كان نزاعًا مسلحًا وقع في أفغانستان بين عامي 1980 و1987، في ولاية خوست الواقعة في شرق البلاد بالقرب من الحدود مع باكستان. يعتبر التمرد جزءًا من الحرب السوفيتية الأفغانية (1979-1989)، حيث كانت القوات السوفيتية تدعم الحكومة الأفغانية الشيوعية في مواجهة المقاومة الأفغانية (المجاهدين) التي كانت مدعومة من الولايات المتحدة وباكستان.
**أسباب التمرد**:
- كانت خوست منطقة جبلية استراتيجية، وكانت تضم قاعدة عسكرية كبيرة للقوات السوفيتية والأفغانية.
- سكان المنطقة، الذين كانوا بمعظمهم من البشتون المحافظين، كانوا يعارضون الحكومة الشيوعية المدعومة من السوفييت.
**مسار التمرد**:
- شن المجاهدون سلسلة من الهجمات ضد القوات السوفيتية والأفغانية، مما أدى إلى حصار خوست لعدة سنوات.
- كانت الطرق المؤدية إلى المدينة مغلقة بشكل متكرر بسبب عمليات المجاهدين، مما جعل إمدادات الجيش السوفيتي محدودة.
- في النهاية، وبسبب الضغط العسكري المتزايد، قامت القوات السوفيتية بهجوم ضخم لفك الحصار عن المدينة في عام 1987.
**النتائج**:
- تمكنت القوات السوفيتية من كسر الحصار واستعادة السيطرة على خوست، لكن الهجمات المستمرة من المجاهدين جعلت السيطرة على المنطقة صعبة ومكلفة.
- أدى التمرد إلى خسائر كبيرة في الأرواح والمعدات على الجانبين.
**أهمية التمرد**:
- يُعد تمرد خوست مثالاً على المقاومة الشرسة التي واجهتها القوات السوفيتية في أفغانستان، والتي كانت جزءًا من العوامل التي أدت إلى انسحاب السوفييت من أفغانستان في عام 1989.
- كما يعتبر التمرد جزءًا من الحرب الأوسع التي ساهمت في انهيار الاتحاد السوفيتي لاحقًا.
هذا التمرد هو واحد من العديد من الأمثلة على كيفية استخدام التضاريس الوعرة والتمرد الشعبي لمواجهة قوة عظمى عسكرية.